# Chencun Huizu Xiang
Chencun Huizu Xiang (kinesiska: 陈村回族乡, 陈村) är en socken i Kina. Den ligger i provinsen Hebei, i den norra delen av landet, omkring 370 kilometer söder om huvudstaden Peking. Antalet invånare är 6 227. Befolkningen består av 3 071 kvinnor och 3 156 män. Barn under 15 år utgör 25,0 %, vuxna 15-64 år 67 %, och äldre över 65 år 7,0 %.
Genomsnittlig årsnederbörd är 618 millimeter. Den regnigaste månaden är juli, med i genomsnitt 214 mm nederbörd, och den torraste är januari, med 4 mm nederbörd.